# セブンスドラゴンシリーズ
セブンスドラゴンシリーズ（7th Dragon Series）は、セガゲームスより発売されているロールプレイングゲームのシリーズ作品である。

## 概要
セブンスドラゴンシリーズは携帯ゲーム機をプラットホームとしたRPGシリーズである。『セブンスドラゴン2020-II』までは企画開発はイメージエポックが行っていたが、2015年5月に同社が破産したことにより『セブンスドラゴンIII code:VFD』からセガゲームスにより開発される事になった。
戦闘システムはフロントビュー形式のコマンド戦闘で、マップ移動もデフォルメキャラによる見下ろし型のオーソドックスなRPGとなっている。主人公やパーティーを組む仲間キャラは全てプレイヤーが名前、性別、外見、職業を設定する。2作目『セブンスドラゴン2020』からは声の設定も可能となっている。
当初の予定では1作目『セブンスドラゴン』から始まる「ファンタジー編」を4作、外伝である「東京編」を1作の5部作という構想であったが、結果的に「東京編」にあたる『2020』が2作目として発売され、続く『2020-II』を経て『code:VFD』の4部作で完結した。

## シリーズ一覧
- セブンスドラゴン

2009年リリースのニンテンドーDSソフト。遥か未来に存在するファンタジー世界「エデン」を舞台に、人と竜の戦いを描く。
- セブンスドラゴン2020

2011年リリースのPlayStation Portableソフト。舞台を現代の東京に移している。
- セブンスドラゴン2020-II

2013年リリースのPlayStation Portableソフト。『2020』の1年後を舞台としている。
- セブンスドラゴンIII code:VFD

2015年リリースのニンテンドー3DSソフト。『2020-II』から80年後の物語にしてシリーズ完結編。過去、現在、未来（エデン）の三つの時間を行き来してドラゴンと戦う。

## 関連商品

### セブンスドラゴン
セブンスドラゴン The COMIC
月刊ComicREX連載 原作：セガ 漫画：電脳桜蛙団 発行：一迅社 ISBN 9784758061933
セブンスドラゴン 最速ガイドブック
発行：エンターブレイン 編集：ファミ通書籍編集部 ISBN 9784757747968
セブンスドラゴン コンプリートガイド
発行：エンターブレイン 編集：ファミ通書籍編集部 ISBN 9784757749061
セブンスドラゴン 設定画集
発行：エンターブレイン 編集：ファミ通書籍編集部 ISBN 978-4047261129
セブンスドラゴン オリジナル・サウンドトラック
レーベル: 5pb.Records ASIN B001SUQ5K0
ピアノと弦楽器の生演奏による「セブンスドラゴン」スーパー・アレンジ・バージョン
レーベル: 5pb.Records ASIN B0026L3FE4

### セブンスドラゴン2020
セブンスドラゴン2020 最速ガイドブック
発行：エンターブレイン 編集：週刊ファミ通編集部 ISBN 978-4047276765
セブンスドラゴン2020 コンプリートガイド
発行：エンターブレイン 編集：週刊ファミ通編集部 ISBN 978-4047277755
セブンスドラゴン2020 オリジナル・サウンドトラック
レーベル: メディアファクトリー ASIN B005WKESLA
サムライ (刀子)
- 1/7スケール PVC塗装済み完成品 メーカー：Max Factory ASIN B008F6JDW2

ハッカー (チェルシー)
- 1/7スケール PVC塗装済み完成品  メーカー：Max Factory ASIN B00A7IWFNA

サイキック (ピンクハーレー)
- 1/7スケール PVC塗装済み完成品  メーカー：Max Factory ASIN B00KBLIF78

セブンスドラゴン2020 初音ミク TYPE2020
- 1/7スケール PVC塗装済み完成品  メーカー：Max Factory ASIN B00E9OUXUU

サムライ (刀子) バトルver.
1/7スケール PVC塗装済み完成品 メーカー：フレア ASIN B01NAU191T

### セブンスドラゴン2020-II
セブンスドラゴン2020 最速ガイドブック
発行：エンターブレイン 編集：週刊ファミ通編集部 ISBN 978-4047276765
セブンスドラゴン2020-IIコンプリートガイド
発行：エンターブレイン 編集：週刊ファミ通編集部 ISBN 978-4047289970
セブンスドラゴン2020&2020-II VISUAL COLLECTION
発行：エンターブレイン 編集：週刊ファミ通編集部 ISBN 978-4047292307
この本にしか無いプレイヤーキャラクター3人の名前が「九条椿(くじょうツバキ)」、「西村ハル(にしむらハル)」、「ムゲン」で掲載されている。
セブンスドラゴン2020 -EGO-
ファミ通コミッククリア連載 原作：セガ 漫画：木野コトラ 構成：木村明広 発行：エンターブレイン ISBN 978-4047294530
「キリカ」、「ヤツハ」、「シノブ」として名付けられたキャラクターがいる。
セブンスドラゴン2020-II オリジナル・サウンドトラック
レーベル: メディアファクトリー ASIN B00CYGY2O8
セブンスドラゴン2020&2020-II 初音ミク・アレンジトラックス
レーベル: U/M/A/A ASIN B00D1B8SWC
ドラマCD セブンスドラゴン2020&2020-II~トウキョウ・クロニクル~
レーベル: フロンティアワークス ASIN B00GWTI1SG
セブンスドラゴン2020 ドラマ＆ビジュアルコレクションディスク
レーベル: フロンティアワークス ASIN B011LXQLOI
サムライ (刀子)
1/7スケール PVC塗装済み完成品 メーカー：Max Factory ASIN B008F6JDW2
ハッカー (チェルシー)
1/7スケール PVC塗装済み完成品 メーカー：Max Factory ASIN B00A7IWFNA
サムライ (刀子) アナザーカラーVer.
1/7スケール PVC塗装済み完成品 メーカー：Max Factory ASIN B00MWJKCOQ
ルシェ（シトリン）
1/7スケール PVC塗装済み完成品 メーカー：フレア ASIN B00THZTDHA
サムライ (刀子) メイドStyle
1/7スケール PVC塗装済み完成品 メーカー：キューズQ ASIN B07N7MGMX6
サムライ (刀子) メイドStyle イベント限定エクストラカラー
1/7スケール PVC塗装済み完成品 メーカー：キューズQ ASIN B084M742F9

### セブンスドラゴンIII code:VFD
セブンスドラゴンIII code:VFD コンプリートガイド
発行：エンターブレイン 編集：週刊ファミ通編集部 ISBN 978-4047330870
セブンスドラゴンIII code:VFD VISUAL COLLECTION
発行：エンターブレイン 編集：週刊ファミ通編集部 ISBN 978-4047331303
セブンスドラゴンIII UE72 未完のユウマ
著：カルロ・ゼン 原作：セガゲームス イラスト：三輪士郎 発行：星海社　ISBN 978-4-06-139935-8
セブンスドラゴンIII code:VFD オリジナル・サウンドトラック&ソングス
レーベル：U/M/A/A ASIN B016YRZRBE
フォーチュナー（ムルムル）
1/7スケール PVC塗装済み完成品 メーカー：コトブキヤ ASIN B01C3NMNWE
ルーンナイト（ウーリェ）
1/7スケール PVC塗装済み完成品 メーカー：ヴェルテクス ASIN B01EUY02MW
サムライ（ヤイバ）
1/7スケール PVC塗装済み完成品 メーカー：Max Factory ASIN B01MRZ26SF
ゴッドハンド（アオギリ）
1/7スケール PVC塗装済み完成品  メーカー：キューズQ ASIN B06XWTMMY6
ゴッドハンド（チエリ）
1/7スケール PVC塗装済み完成品  メーカー：キューズQ ASIN B073WZKX6L
メイジ（アゼリン）
1/7スケール PVC塗装済み完成品 メーカー：Max Factory ASIN B07CHH7P4N